# Züruck in die Zukunft
Zurück in die Zukunft (с нем. — «Назад в будущее») — шестой студийный альбом немецкой исполнительницы LaFee. Релиз альбома состоялся 20 августа 2021 года под руководством лейбла Telamo Musik & Unterhaltung GmbH. Данная пластинка является сборником каверов на известные зарубежные песни 80-х годов таких исполнителей как Madonna, Alphaville, a-ha, Whitney Houston и других. В альбоме, помимо каверов, так же представлены 4 оригинальных композиции самой артистки: «Zurück in die Zukunft», «1985», «Neonlicht» и «Drei Millionen Likes».
25 июня 2022 года состоялся цифровой релиз EP Zurück in die Vergangenheit, который ранее был доступен эксклюзивно в составе оригинального альбома Fanbox Edition, как отдельный CD. В него вошло 5 старых треков LaFee в новых аранжировках.

## Синглы
Первым синглом в поддержку альбома стала песня «(Ich bin ein) Material Girl» — кавер на песню Мадонны «Material Girl» (1984) с альбома Like a Virgin. Релиз сингла состоялся 26 февраля 2021 года, в один день с видеоклипом, режиссером которого выступил Адам Абу.
Вторым синглом в поддержку альбома стала песня «Halt mich fest» — кавер на песню группы a-ha «Take On Me» (1983) c альбома Hunting High and Low. Релиз сингла состоялся 30 апреля 2021 года, в один день с видеоклипом, режиссером которого выступила компания Джордан Продакшн.
Третьим синглом в поддержку альбома стала песня «Rock Me Amadeus» — кавер на песню исполнителя Falco «Rock Me Amadeus» (1985) с альбома Falco 3. Релиз сингла состоялся 20 августа 2021 года, в один день с видеоклипом, режиссером которого выступила компания Джордан Продакшн. В данном кавере был использован голос Falco из оригинальной версии песни.

## Список композиций
Авторы песен указаны в Spotify, в «сведениях» к каждой песне.
| №                   | Название                                             | Автор(ы)                                                               | Оригинал                                                     | Длительность |
| ------------------- | ---------------------------------------------------- | ---------------------------------------------------------------------- | ------------------------------------------------------------ | ------------ |
| 1.                  | «Zurück in die Zukunft»                              | Christian Geller • Christoph Assmann                                   | Назад в будущее (в переводе с немецкого)                     | 3:43         |
| 2.                  | «(Ich bin ein) Material Girl»                        | Peter Brown • Robert Rans                                              | Madonna — Material Girl                                      | 3:52         |
| 3.                  | «Rock Me Amadeus» (with Falco)                       | Ferdinand Bolland • Johann Hoelzel • Robert Bolland                    | Falco — Rock Me Amadeus                                      | 3:29         |
| 4.                  | «Zeit heilt die Zeit»                                | Cyndi Lauper • Dirk Michaelis • Robert Andrew Hyman                    | Cyndi Lauper — Time After Time                               | 3:28         |
| 5.                  | «Japan ist weit»                                     | Bernhard Lloyd • Frank Mertens • Marian Gold • Michael Kunze           | Alphaville — Big in Japan                                    | 3:43         |
| 6.                  | «Halt mich fest»                                     | Magne Furuholmen • Morten Harket • Pal Waaktaar-Savoy                  | a-ha — Take On Me                                            | 3:25         |
| 7.                  | «Für immer jung»                                     | Bernhard Lloyd • Frank Mertens • Marian Gold                           | Alphaville — Forever Young                                   | 3:20         |
| 8.                  | «1985»                                               | Christian Geller • Christoph Assmann                                   | —                                                            | 3:09         |
| 9.                  | «Wenn der Regen auf uns fällt» (with Lucas Cordalis) | Michael Kunze • Mike Bradley • Peggy March • Steve Wittmack            | Jermaine Jackson & Pia Zadora — When the Rain Begins to Fall | 3:58         |
| 10.                 | «La Isla Bonita»                                     | Bruce R. Gaitsch • Madonna L. Ciccone • Pat Leonard                    | Madonna — La Isla Bonita                                     | 3:44         |
| 11.                 | «Heißkalter Engel»                                   | David Thomas Sterry • Dieter Bohlen • Richard Zatorski                 | Thomas Anders — Heißkalter Engel (Send Me Angel)             | 3:28         |
| 12.                 | «Neonlicht»                                          | Christian Geller • Christoph Assmann                                   | Неоновый свет (в переводе с немецкого)                       | 3:06         |
| 13.                 | «Ich will mit jemandem tanzen»                       | George Robert Merrill • Shannon Rubicam                                | Whitney Houston — I Wanna Dance with Somebody (Who Loves Me) | 4:21         |
| 14.                 | «Herz aus Glas»                                      | Christopher Stein • Clement Anthony Bozewski • Debbie Harry • Fred Jay | Blondie — Heart of Glass                                     | 3:40         |
| 15.                 | «Drei Millionen Likes»                               | Christian Geller • Christoph Assmann                                   | Три миллиона лайков (в переводе с немецкого)                 | 3:55         |
| Общая длительность: | Общая длительность:                                  | Общая длительность:                                                    | Общая длительность:                                          | 55:01        |

| №                   | Название                      | Длительность |
| ------------------- | ----------------------------- | ------------ |
| 1.                  | «Heul Doch» (80's Version)    | 3:27         |
| 2.                  | «Prinzesschen» (80's Version) | 4:02         |
| 3.                  | «Virus» (80's Version)        | 4:00         |
| 4.                  | «Wer bin ich» (80's Version)  | 3:53         |
| 5.                  | «Was ist das?» (80's Version) | 3:48         |
| Общая длительность: | Общая длительность:           | 18:03        |

## История релиза
| Регион | Дата релиза     | Издание  | Формат                                           | Лейбл                            |
| ------ | --------------- | -------- | ------------------------------------------------ | -------------------------------- |
| Мир    | 20 августа 2021 | Стандарт | Цифровая дистрибуция • CD • Аудиокассета • Винил | Telamo Musik & Unterhaltung GmbH |
| Мир    | 25 июня 2022    | EP       | Цифровая дистрибуция • CD                        | Telamo Musik & Unterhaltung GmbH |

## Чарты
| Чарт (2021)                | Пик позиция |
| -------------------------- | ----------- |
| Offizielle Deutsche Charts | 7           |